# New York Jets 1992
La stagione 1992 dei New York Jets è stata la 23ª della franchigia nella National Football League, la 33ª complessiva. Prima dell'inizio della stagione il quarterback Ken O'Brien scioperò per ottenere un nuovo contratto. I Jets lo sostituirono con la scelta del secondo giro dell'anno precedente Browning Nagle che però ebbe un'annata poco produttiva e il club terminò con un record di 4-12. A fine stagione il running back Freeman McNeil annunciò il proprio ritiro lasciando come leader di tutti i tempi della squadra per yard corse in carriera (in seguito fu superato da Curtis Martin).

## Scelte nel Draft 1992
| Scelte dei Jets nel Draft 1992 | Scelte dei Jets nel Draft 1992 | Scelte dei Jets nel Draft 1992 | Scelte dei Jets nel Draft 1992 | Scelte dei Jets nel Draft 1992 |
| Giro                           | Scelta                         | Giocatore                      | Ruolo                          | College                        |
| ------------------------------ | ------------------------------ | ------------------------------ | ------------------------------ | ------------------------------ |
| 1                              | 15                             | Johnny Mitchell                | Tight End                      | Nebraska                       |
| 2                              | 42                             | Kurt Barber                    | Linebacker                     | USC                            |
| 3                              | 68                             | Siupeli Malamala               | Offensive Tackle               | Washington                     |
| 4                              | 96                             | Keo Coleman                    | Linebacker                     | Mississippi State              |
| 5                              | 127                            | Cal Dixon                      | Centro                         | Florida                        |
| 6                              | 154                            | Glenn Cadrez                   | Linebacker                     | Houston                        |
| 6                              | 166                            | Jeff Blake                     | Quarterback                    | East Carolina                  |
| 8                              | 219                            | Vincent Brownlee               | Wide Receiver                  | Ole Miss                       |
| 10                             | 266                            | Mario Johnson                  | Defensive Tackle               | Missouri                       |
| 11                             | 293                            | Eric Boles                     | Wide Receiver                  | Central Washington             |

## Calendario
| Stagione regolare | Stagione regolare       | Stagione regolare  | Stagione regolare    | Stagione regolare  |
| Turno             | Avversario              | Risultato          | Stadio               |                    |
| ----------------- | ----------------------- | ------------------ | -------------------- | ------------------ |
| 1                 | at Atlanta Falcons      | S 20–17            | Georgia Dome         |                    |
| 2                 | at Pittsburgh Steelers  | S 27–10            | Three Rivers Stadium |                    |
| 3                 | San Francisco 49ers     | S 31–14            | The Meadowlands      |                    |
| 4                 | at Los Angeles Rams     | S 18–10            | Anaheim Stadium      |                    |
| 5                 | New England Patriots    | V 30–21            | The Meadowlands      |                    |
| 6                 | at Indianapolis Colts   | S 6–3              | Hoosier Dome         |                    |
| 7                 | Settimana di pausa      | Settimana di pausa | Settimana di pausa   | Settimana di pausa |
| 8                 | Buffalo Bills           | S 24–20            | The Meadowlands      |                    |
| 9                 | Miami Dolphins          | V 26–14            | The Meadowlands      |                    |
| 10                | at Denver Broncos       | S 27–16            | Mile High Stadium    |                    |
| 11                | Cincinnati Bengals      | V 17–14            | The Meadowlands      |                    |
| 12                | at New England Patriots | S 24–3             | Foxboro Stadium      |                    |
| 13                | Kansas City Chiefs      | S 23–7             | The Meadowlands      |                    |
| 14                | at Buffalo Bills        | V 24–17            | Rich Stadium         |                    |
| 15                | Indianapolis Colts      | S 10–6             | The Meadowlands      |                    |
| 16                | at Miami Dolphins       | S 19–17            | Joe Robbie Stadium   |                    |
| 17                | New Orleans Saints      | S 20–0             | The Meadowlands      |                    |

## Classifiche
| AFC East             | AFC East | AFC East | AFC East | AFC East | AFC East | AFC East | AFC East | AFC East | AFC East |
|                      | V        | S        | P        | %        | DIV      | CONF     | PF       | PS       | STR      |
| -------------------- | -------- | -------- | -------- | -------- | -------- | -------- | -------- | -------- | -------- |
| (2) Miami Dolphins   | 11       | 5        | 0        | .688     | 5–3      | 9–3      | 340      | 281      | V3       |
| (4) Buffalo Bills    | 11       | 5        | 0        | .688     | 5–3      | 7–5      | 381      | 283      | S1       |
| Indianapolis Colts   | 9        | 7        | 0        | .563     | 5–3      | 7–7      | 216      | 302      | V5       |
| New York Jets        | 4        | 12       | 0        | .250     | 3–5      | 4–8      | 220      | 315      | S3       |
| New England Patriots | 2        | 14       | 0        | .125     | 2–6      | 2–10     | 205      | 363      | S5       |